# شارلین، شاهدخت موناکو
شارلین، شاهدخت موناکو (انگلیسی: Charlene, Princess of Monaco؛ زادهٔ ۲۵ ژانویهٔ ۱۹۷۸) شناگر سابق اهل آفریقای جنوبی و همسر آلبرت شاهزاده کنونی موناکو است.

## زندگی‌نامه
شارلین در رودزیا (زیمبابوه کنونی) متولد شد و در سال ۱۹۸۹ به همراه خانواده به آفریقای جنوبی مهاجرت کرد. او از طرف آفریقای جنوبی در المپیک ۲۰۰۰ سیدنی شرکت کرد که تیم آن‌ها در مسابقه شنای امدادی ۱۰۰×۴ متر مقام پنجم را کسب کرد. وی در سال ۲۰۰۷ از مسابقات شنا کناره‌گیری کرد.

### زندگی خصوصی
شارلین و شاهزاده آلبرت، اولین بار یکدیگر را در یک مسابقه شنا در سال ۲۰۰۰ در مونت کارلو ملاقات کردند، در ژوئن ۲۰۱۰ نامزد شدند و در اول ژوئیه ۲۰۱۱ ازدواج کردند. شاهدخت گابریلا و شاهزاده ژاک، فرزندان دوقلوی این زوج در ۱۰ دسامبر ۲۰۱۴ به دنیا آمدند.